# CPMI dos Correios
A CPMI dos Correios é uma comissão parlamentar mista de inquérito (CPMI) criada originalmente no Brasil para investigar o escândalo dos Correios. Com o tempo passou a investigar o escândalo do mensalão.
A ementa do pedido para criar a CPI é de autoria do Senador José Agripino.
Ementa: Requerem, nos termos do § 3º do art. 58 da Constituição Federal e na forma do art. 21 do Regimento Interno do Congresso Nacional, a criação de Comissão Parlamentar Mista de Inquérito para investigar as causas e conseqüências de denúncias de atos delituosos praticados por agentes públicos nos Correios - Empresa Brasileira de Correios e Telégrafos.

## História
O estopim da crise surgiu com a revelação de uma fita de vídeo, que mostra o então funcionário dos Correios Maurício Marinho recebendo dinheiro de supostos empresários. No vídeo, o funcionário dos Correios dizia ter autorização do deputado federal Roberto Jefferson (PTB-RJ).
A gravação da fita foi feita pelo advogado curitibano Joel Santos Filho que, fazendo-se passar por um empresário interessado em negociar com os correios, obtem de Maurício Marinho declarações detalhadas de um imenso esquema de corrupção, envolvendo muitas pessoas em cargos de poder, além de flagrá-lo recebendo e embolsando o que supunha ser propina.
Quando as investigações se voltaram para relação entre Maurício Marinho e Roberto Jefferson foi que ocorreu a declaração de Roberto Jefferson à Folha de S. Paulo a respeito do mensalão, foi a primeira vez em que publicamente o termo foi utilizado.
O relátorio final foi aprovado em 5 de Abril de 2006 com 17 votos favoráveis e 4 votos contrários.
O vídeo gravado por Joel Santos Filho é citado na Denúncia Oficial da Procuradoria Geral da República, página 6, dos indiciados nos crimes do Escândalo do Mensalão, como o fato que originou toda a investigação da CPMI dos Correios e do referido escândalo.

## Composição
Fazem parte da CPMI dos Correios os seguintes parlamentares:
- Presidente: Senador Delcídio Amaral
- Vice-Presidente: Deputado Federal Asdrubal Bentes
- Relator: Deputado Osmar Serraglio

Há 16 deputados titulares e 16 deputados suplentes.
| Titulares                                             | Suplentes                                           | Suplentes |
| ----------------------------------------------------- | --------------------------------------------------- | --------- |
| Heráclito Fortes (Partido da Frente Liberal - Piauí)  | Efraim Morais (Partido da Frente Liberal - Paraíba) |           |
| Demóstenes Torres (Partido da Frente Liberal - Goiás) | Romeu Tuma (Partido da Frente Liberal - São Paulo)  |           |
| Sérgio Guerra-Pernambuco                              | Leonel Pavan-SC                                     |           |
| Álvaro Dias-Paraná                                    | Almeida Lima-Sergipe                                |           |
| Delcídio Amaral-Mato Grosso do Sul                    | Roberto Saturnino-Rio de Janeiro                    |           |
| Ideli Salvatti-Santa Catarina                         | Fátima Cleide-Roraima                               |           |
| Aelton Freita-Minas Gerais                            | Ana Júlia Carepa-Pará                               |           |
| Sibá Machado-Acre                                     | Flávio Arns-Paraná                                  |           |
| Luiz Otávio-Pará                                      | Garibaldi Alves Filho-Rio Grande do Norte           |           |
| Valdir Raupp-Rondônia                                 | Leomar Quintanilha-Tocantins                        |           |
| Íris de Araujo-Goiás                                  | Gerson Camata-Espírito Santo                        |           |
| Ney Suassuna-Paraíba                                  | (cargo vago)                                        |           |
| Jefferson Péres-Amazonas                              | Juvêncio da Fonseca-Mato Grosso do Sul              |           |
| Fernando Bezerra-Rio Grande do Norte                  | Sérgio Zambiasi-Rio Grande do Sul                   |           |
| Heloísa Helena-Alagoas                                | Geraldo Mesquita Júnior-Acre                        |           |

## Reuniões
| 9 de junho de 2005  | Eleição do Presidente e do Vice-Presidente                            |
| 14 de junho de 2005 | Eleição do Presidente e do Vice-Presidente                            |
| 15 de junho de 2005 | Reabertura da 2ª Reunião - Eleição do Presidente e do Vice-Presidente |
| 21 de junho de 2005 | Oitiva de Mauricio Marinho e Apreciação de requerimentos              |
| 23 de junho de 2005 | Oitivas de Arthur Wascheck Neto e Antonio Velasco                     |
| 28 de junho de 2005 | Oitivas de Joel Santos Filho e Arlindo Gerardo Molina Gonçalves       |
| 29 de junho de 2005 | Apreciação de requerimentos                                           |
| 30 de junho de 2005 | Requerimentos e Oitivas de Antonio Osório Menezes Batista             |
| 30 de junho de 2005 | Oitiva do Deputado Roberto Jefferson                                  |